# Буайе, Шарль
Шарль Буайе (фр. Charles Boyer; 28 августа 1899[…], Фижак, Ло, Франция — 26 августа 1978[…], Финикс, Аризона, США) — американский актёр французского происхождения, который четырежды номинировался на премию «Оскар».

## Жизнь и творчество
В молодости изучал в Сорбонне философию, затем учился в парижской консерватории, играл в театре. Дебют в кино состоялся в 1920 году, актёрским амплуа Буайе были романтические герои. В 1929 году он приезжает в Голливуд. В 1932 году сыграл вместе с актрисой Джин Харлоу в фильме «Рыжеволосая женщина», после чего уехал во Францию. Снявшись здесь с успехом в фильме «Лилиом», Буайе в 1934 году вернулся в Америку. В США он играл вместе с такими звёздами кино, как Лоретта Янг (фильм «Караван»), Кэтрин Хепбёрн («Разбитое сердце»), Марлен Дитрих (фильм «Сад Аллаха»). Одновременно Буайе успевал сниматься и во Франции — в фильме режиссёра Анатоля Литвака «Майерлинг», где сыграл роль кронпринца Рудольфа, ставшей одной из лучших работ Буайе.
В последующие годы снимался главным образом в США, а в 1942 году получил американское гражданство. Следует назвать фильмы: «История, сделанная ночью» с Джин Артур; «Мария Валевская» с Гретой Гарбо (в котором Буайе сыграл роль Наполеона); «Всё это и небо в придачу» с Бетт Дейвис; «Алжир» с Хеди Ламарр и Сигрид Гури (1938); «Любовный роман» (англ.) с Айрин Данн (1939); «Задержите рассвет» с Оливией Де Хэвилленд и Полетт Годдар (1941); «Верная красавица» с Джоан Фонтейн (1943); «Газовый свет» с Ингрид Бергман (1944); комедия «Снова вместе» с Айрин Данн (1944). В 1951 году актёр становится одним из создателей телекомпании «Four Star Television». В 1966 году вошёл в звёздный актёрский состав военного фильма Рене Клемана «Горит ли Париж?».
В 1948 году стал кавалером ордена Почётного легиона.
С 1934 года был женат на актрисе Патрисии Патерсон — они познакомились на званом обеде и спустя две недели обручились, а через три месяца поженились. Патерсон долго не могла забеременеть. Их единственный сын, Майкл Чарльз Буайе, родился 9 декабря 1943 года (в тот момент Шарль был на съёмках «Газового света»). 21 сентября 1965 года 21-летний Майкл, тяжело пережив расставание со своей девушкой, решил сыграть в русскую рулетку и в итоге погиб. 24 августа 1978 года умерла от рака Патрисия, а через два дня Шарль покончил с собой передозировкой снотворного, будучи в доме друга в Скотсдейле. Похоронен на католическом кладбище Святого Креста в Калвер-Сити, (штат Калифорния, США), где также похоронены его жена и сын.

## Избранная фильмография
| Кино | Кино                         | Кино                            | Кино                               | Кино       |
| Год  | Название                     | В оригинале                     | Роль                               | Примечания |
| ---- | ---------------------------- | ------------------------------- | ---------------------------------- | ---------- |
| 1920 | Человек открытого моря       | L’homme du large                |                                    |            |
| 1929 | Капитан Фракасс              | Captain Fracasse                | Капитан Фракасс                    |            |
| 1929 | Рыжеволосая бестия           | Red-Headed Woman                | Альберт                            |            |
| 1933 | Ястреб                       | L'épervier                      | граф Жордж де Дасетта              |            |
| 1934 | Лилиом                       | Liliom                          | Лилиом                             |            |
| 1934 | Счастье                      | Le Bonheur                      | Филипп Лючер                       |            |
| 1935 | Шанхай                       | Shanghai                        | Альберт                            |            |
| 1936 | Майерлинг                    | Mayerling                       | кронпринцц Рудольф                 |            |
| 1936 | Сады Аллаха                  | The Garden of Allah             | Борис Андровский                   |            |
| 1937 | Покорение                    | Conquest                        | Наполеон Бонапарт                  |            |
| 1937 | Товарищ                      | Tovarich                        | Князь Михаил Александрович Оратьев |            |
| 1938 | Алжир                        | Algiers                         | Пепе ле Мокко                      |            |
| 1939 | Любовный роман               | Love Affair                     | Мишель Марне                       |            |
| 1940 | Всё это и небо в придачу     | All This, and Heaven Too        | Дюк де Праслен                     |            |
| 1941 | Переулок                     | Back Street                     | Уолтер Сексел                      |            |
| 1943 | Верная красавица             | The Constant Nymph              | Льюис Додд                         |            |
| 1944 | Снова вместе                 | Together again                  | Джордж Корде                       |            |
| 1944 | Газовый свет                 | Gaslight                        | Грегори                            |            |
| 1946 | Клуни Браун                  | Cluny Brown                     | Адам Белинский                     |            |
| 1948 | Триумфальная арка            | Arch of Triumph                 | доктор Равик                       |            |
| 1951 | Тринадцатое письмо           | The 13th Letter                 | доктор Лоран                       |            |
| 1952 | Счастливое время             | The Happy Time                  | Жак Боннар                         |            |
| 1953 | Мадам де…                    | Madame de…                      | генерал Андре де…                  |            |
| 1955 | Паутина                      | The Cobweb                      | Дуглас Н. Деванал                  |            |
| 1955 | Нана                         | Nana                            | граф Муффа                         |            |
| 1956 | Вокруг света за 80 дней      | Around the World in Eighty Days | агент путешествий                  |            |
| 1956 | Счастье быть женщиной        | Fortuna di essere donna         | граф Грегорио Сенетти              |            |
| 1957 | Парижанка                    | Une parisienne                  | принц Чарльз                       |            |
| 1958 | Флибустьер                   | The Buccaneer                   | Доминик                            |            |
| 1961 | Фанни                        | Fanny                           | Цезарь                             |            |
| 1962 | Четыре всадника Апокалипсиса | Une parisienne                  | принц Чарльз                       |            |
| 1965 | Горит ли Париж?              | Paris brûle-t-il?               | доктор Моно                        |            |
| 1966 | Как украсть миллион          | How to Steal a Million          | де Сольни                          |            |
| 1967 | Казино «Рояль»               | Casino Royale                   | Легран                             |            |
| 1967 | Босиком по парку             | Barefoot in the Park            | Виктор Веласко                     |            |
| 1969 | Безумная из Шайо             | The Madwoman of Chaillot        | брокер                             |            |
| 1973 | Стависки                     | Stavisky                        | барон Жан Рауль                    |            |
| 1976 | Дело времени                 | A Matter of Time                | граф Санзиани                      |            |